# Criminal : Un espion dans la tête
Pour les articles homonymes, voir Criminal.
Pour plus de détails, voir Fiche technique et Distribution.
Criminal : Un espion dans la tête  est un film américano-britannique réalisé par Ariel Vromen, sorti en 2016.

## Synopsis
En 2013, afin de déjouer un complot et une terrible catastrophe, le gouvernement décide d'implanter la mémoire et le savoir-faire d'un agent de la CIA décédé dans le corps de Jerico Stewart, un condamné à mort aussi imprévisible que dangereux. Il est la seule chance de réussir cette mission. Cependant, en récupérant l'esprit de l'ancien agent, Jerico a également connaissance de ses secrets et sa personnalité sera drôlement perturbée...

## Fiche technique
Sauf indication contraire, les informations mentionnées dans cette section peuvent être confirmées par la base de données cinématographiques IMDb,  présente dans la section « Liens externes ».
- Titre original : Criminal[2]
- Titre français : Criminal : Un espion dans la tête
- Réalisation : Ariel Vromen
- Scénario : Douglas S. Cook (en) et David Weisberg
- Direction artistique : Jon Henson et Grant Armstrong
- Décors : Robert Wischhusen-Hayes
- Costumes : Jill Taylor
- Photographie : Dana Gonzales (en)
- Montage : Danny Rafic
- Musique : Brian Tyler et Keith Power
- Casting : Elaine Grainger
- Production : Chris Bender (en), Christa Campbell, Boaz Davidson (en), Mark Gill, Lati Grobman (en), Avi Lerner, Matthew O'Toole, Trevor Short, J. C. Spink (en) et John Thompson ; S. Esther Hornstein et Ran Mor (associée) ; Jason Bloom (en), Christine Crow, Avi Lerner, Lonnie Ramati et Jake Weiner (production exécutive)
- Sociétés de production : BenderSpink, Campbell Grobman Films, Millennium Films
- Sociétés de distribution : Nu Image Films (monde), Lionsgate (Royaume-Uni), Summit Entertainment (États-Unis), Metropolitan Filmexport (France), VVS Films (Canada)
- Budget : 31,5 millions de dollars[3]
- Pays de production :  Royaume-Uni,  États-Unis
- Langue originale : anglais britannique et américain
- Format : couleur - 35 mm
- Genre : science-fiction, drame, espionnage, action, Thriller
- Durée : 113 minutes
- Dates de sortie[4] :
  - Royaume-Uni, États-Unis : 15 avril 2016
  - France : 4 mai 2016[5]
  - Québec : 15 avril 2016[6]

## Distribution
- Kevin Costner (VF : Bernard Lanneau ; VQ : Guy Nadon) : Jerico Stewart
- Gary Oldman (VF : Gabriel Le Doze ; VQ : Manuel Tadros) : Quater Wells, le chef de la CIA
- Tommy Lee Jones (VF : Féodor Atkine ; VQ : Éric Gaudry) : Dr Frank, neuroscientifique
- Ryan Reynolds (VF : Pierre Tessier ; VQ : François Godin) : Bill Pope
- Jordi Mollà (VF : Bernard Gabay ; VQ : Sébastien Dhavernas) : Xavier Heimdahl
- Gal Gadot (VF : Ingrid Donnadieu ; VQ : Catherine Proulx-Lemay) : Jill Pope
- Michael Pitt (VF : Alexandre Gillet ; VQ : Hugolin Chevrette) : Jan Stroop / "Le Hollandais"
- Amaury Nolasco (VF : Laurent Morteau) : Esteban
- Alice Eve (VF : Caroline Victoria) : Marta Lynch
- Antje Traue (VF : Julie Dumas) : Elsa Mueller, une des sbires d'Heimdahl
- Scott Adkins (VF : Fabien Jacquelin) : Peter Greensleeves
- Colin Salmon (VF : Thierry Desroses) : le directeur de la prison
- Robert Davi : l'amiral Lance (non crédité)

 Source et légende : version française (VF) sur RS Doublage ; version québécoise (VQ) sur Doublage.qc.ca

## Production

### Développement
En juin 2013, Millennium Films annonce l'acquisition des droits du film et qu'il sera écrit par Douglas S. Cook (en) et David Weisberg, J. C. Spink (en), Chris Bender (en), Matthew O'Toole et Mark Gill à la production.
En septembre 2013, Millennium annonce qu'Ariel Vromen réalisera le film.

### Attribution des rôles
En juin 2014, Kevin Costner est choisi pour interpréter le rôle du dangereux criminel du film.
En juillet 2014, Gary Oldman confirme sa présence dans la distribution du film dans le rôle du chef de la CIA et le même mois, Tommy Lee Jones confirme être aussi présent au sein du film dans celui d'un neuroscientifique. Costner, Oldman et Jones avaient déjà tous trois tourné ensemble dans JFK, d'Oliver Stone, en 1991.
En août 2014, Ryan Reynolds, Alice Eve, Jordi Mollà dans le rôle de Xavier Heimdahl et Gal Gadot dans celui de la femme du personnage de Ryan Reynolds rejoignent la distribution à leur tour.
En septembre 2014, Antje Traue vient s'ajouter dans le rôle d'une terroriste.
Gal Gadot et Kevin Costner se retrouvent très rapidement après Batman v Superman : L'Aube de la justice.

### Tournage
Le tournage a débuté le 4 septembre 2014 dans la ville de Croydon, le quartier de Spitalfields, à Londres puis dans le comté du Sussex de l'Est et du Hampshire, en Angleterre et à la base RAF de St Athan (en), au Pays de Galles,,,,,,,, (Royaume-Uni).

## Box office
Le film est un succès commercial léger rapportant 38 millions de dollars au box-office mondial, pour un budget de 31,5 millions de dollars
| Pays         | Box-office   | Pays                | Box-office  | Pays        | Box-office   |
| ------------ | ------------ | ------------------- | ----------- | ----------- | ------------ |
| Chine        | 15 772 274 $ | France              | 1 260 288 $ | Italie      | 1 121 423 $  |
| Mexique      | 868 069 $    | Émirats arabes unis | 842 656 $   | Russie      | 728 718 $    |
| Corée du Sud | 633 427 $    | Espagne             | 380 352 $   | Royaume-Uni | 352 892 $    |
| Taïwan       | 261 980 $    | Brésil              | 251 718 $   | Roumanie    | 235 914 $    |
| Turquie      | 229 002 $    | Portugal            | 190 800 $   | Thaïlande   | 170 054 $    |
| Argentine    | 168 658 $    | Afrique du Sud      | 123 374 $   | Pays-Bas    | 107 589 $    |
| Hongrie      | 77 510 $     | Grèce               | 52 520 $    | Colombie    | 52 487 $     |
| Total        | Total        | Total               | Total       | Total       | 23 039 049 $ |